# Röttgen (Nümbrecht)
Röttgen ist ein Ortsteil von Nümbrecht im Oberbergischen Kreis im südlichen Nordrhein-Westfalen innerhalb des Regierungsbezirks Köln. 

## Lage und Beschreibung
Der Ort liegt in Luftlinie rund 6,1 Kilometer südwestlich vom Ortszentrum von Nümbrecht entfernt.

## Geschichte

### Erstnennung
1575 wurde der Ort das erste Mal urkundlich erwähnt und zwar „Ort in der Karte von A. Mercator“.
Schreibweise der Erstnennung: Zum Ruetge